# 恐蛇
恐蛇屬（學名：Dinilysia）是一屬已經滅絕的泛蛇类，生存於白堊紀晚期（科尼亞克階），分布於南美洲，其化石於阿根廷被發現。

## 特徵
與真足蛇相對，恐蛇身體已經完全沒有足部，而且顎骨寬鬆，能吞下大型的食物。其形態與現代蛇類已頗為接近。

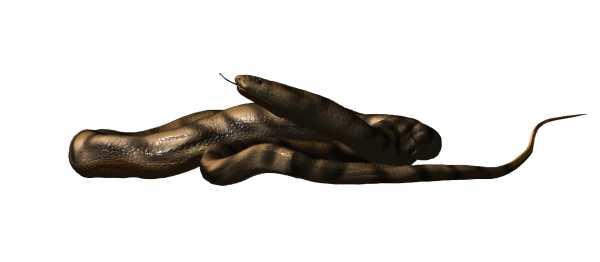
復原圖

## 大眾文化
英國廣播公司BBC於1999年發行的紀錄片《與恐龍共舞》最後一集時，使用一條紅尾蚺飾演恐蛇，片中的恐蛇被描述為最原始的真正意義上蛇類，並遭受兩隻幼年暴龍的攻擊。

## 外部連結
- 中國恐龍網：蛇類演化史上的早期軌跡[永久]